# سومي شيماموتو
سومي شيماموتو (باليابانية: 島本 須美) مواليد 8 ديسمبر 1954 في كوتشي، هي مؤدية أصوات يابانية.

## أعمال

### أنمي
- بليتش
- مرحبا كيتي
- جنود السايبورغ
- سيتي هانتر
- عبقور
- حول العالم في ثمانين يوما
- جينتاما
- مغامرات نغم
- مرحبا كيتي
- ابنتي العزيزة
- الليث الأبيض
- المخترع الصغير
- مرحبا كيتي
- النجم المحظوظ
- مومين
- أخي العزيز
- سالي في رحلة العجائب
- بيتر بان
- جنان ذات الجورب الطويل
- روروني كنشين
- سيلور مون
- الرغيف العجيب
- تسوباسا كرونيكل
- رجل الجناح

### أوفا
- فاير إمبلم
- مرحبا كيتي

### أفلام
- المحقق كونان
- لوبين الثالث: قلعة كاجليسترو
- أمواج المحيط
- جاري توتورو
- الأميرة مونونوكي
- ناوسيكا أميرة وادي الرياح

### ألعاب
- سوبر روبوت وورز

### دبلجة
- غريزة أساسية
- نساء صغيرات
- الآنسة ماربل
- حرب النجوم
- حرب النجوم الجزء الخامس: الإمبراطورية تعيد الضربات
- حرب النجوم الجزء السادس: عودة الجيداي
- واتشمن

## وصلات خارجية
- سومي شيماموتو على موقع IMDb (الإنجليزية)
- سومي شيماموتو على موقع ألو سيني (الفرنسية)
- سومي شيماموتو على موقع ميوزك برينز (الإنجليزية)
- سومي شيماموتو على موقع قاعدة بيانات الفيلم (الإنجليزية)
- سومي شيماموتو على موقع ANN person (الإنجليزية)